# Gertrude Kayaga Mulindwa
Pour les articles homonymes, voir Mulindwa.
 (mai 2023).
Gertrude Kayaga Mulindwa est une bibliothécaire ougandaise. Deuxième directrice de la bibliothèque nationale de l'Ouganda, elle dirige l'African Library and Information Association and Institution. Elle promeut aussi l'alphabétisation par des activités bénévoles.

## Jeunesse
Mulindwa fréquente l'Université  Makerere en Ouganda et l'Université du Pays de Galles. En 2019, elle fait partie de la première promotion africaine de la Public Library Association Leadership Academy.

## Travail au Botswana
Mulindwa dirige le Service de Bibliothèque Nationale du Botswana à Gaborone et contribue au développement de la bibliographie nationale, appelée The Botswana Collection, à partir du début des années 1980, lorsque ce pays était en retard en termes de ressources et de technologie .Dans les années 1990, la bibliographie a augmenté, non seulement en raison d'un nombre croissant de publications au Botswana, mais en raison de la mise en œuvre de nouvelles ressources et technologies telles que les systèmes informatisés utilisés avec la mise en œuvre de l'ISBN pour le catalogage. Des médias plus variés, comme la vidéo, sont ajoutés. Mulindwa déclare qu'en plus de la postérité historique, il s'agit de diffuser des connaissances .
En plus de l'alphabétisation, Mulindwa met en œuvre des programmes de post-alphabétisation qui visent à maintenir les capacités de lecture et à inciter à lire. Des salles de lecture de village sont créées dans les années 1980 et 1990. En 2000, Mulindwa donne une conférence au sujet des résultats de ces salles de lectures, à Jérusalem .

## Travail en Ouganda
Mulindwa retourne en Ouganda en 2000, où elle travaille comme bibliothécaire en chef pour à Nkozi en Ouganda pendant trois ans. Elle est dirige ensuite la Bibliothèque nationale d'Ouganda (NLU).
En dépit de problèmes financiers, NLU aide les communautés à gérer leurs bibliothèques. Mulindwa a commenté la relation de la NLU avec les petites bibliothèques communautaires : "Nous établissons des politiques, leur donnons des directives sur les normes et produisons des manuels pour eux sur la façon dont les bibliothèques sont gérées. Mais ils s'occupent de la gestion quotidienne des bibliothèques." 
Sous la direction de Mulindwa, la Bibliothèque nationale d'Ouganda lance le projet de bibliobus numérique avec une organisation américaine appelée Anywhere Books. Avec un ordinateur contenant des documents du domaine public archivés sur Internet et une imprimante, le bibliobus peut imprimer des livres à la demande dans n'importe quel village où il se rend, ce qui confère de la flexibilité aux bibliothèques.
Mulindwa est vice-présidente du NNational Book Trust of Uganda, qui promeut une culture de la lecture en Ouganda à travers des programmes comme la Semaine nationale du livre. Elle est également cofondatrice et trésorière de l'UgCLA-Uganda Community Libraries Association, qui fournit des ressources aux communautés leur permettant de démarrer, de gérer et de maintenir leurs propres bibliothèques. Elle fait partie du comité d'alphabétisation des enfants de Ka Tutandike, une ONG qui encourage la lecture, plaide pour une enfance saine et l'égalité des droits entre les citoyens ougandais.